# اس‌ام‌اس مونشن
اس‌ام‌اس مونیخ (به انگلیسی: SMS München) یک کشتی بود که طول آن ۱۱۱٫۱ متر (۳۶۵ فوت) بود. این کشتی در سال ۱۹۰۴ ساخته شد.